# Дзержинка (Калужская область)
Дзержинка — деревня в Юхновском районе Калужской области России. Входит в состав сельского поселения «Деревня Погореловка».

## География
Расположена на левобережье реки Угра в 12 км от Юхнова, на территории национального парка «Угра». На восток от деревни протекает река Вережка, на юг располагается кладбище, на запад — лагерь от подольского завода «Гиредмет».

## Население
| 2002 | 2010 |
| ---- | ---- |
| 6    | ↘2   |